# Ђелзо (Беневенто)
Ђелзо је насеље у Италији у округу Беневенто, региону Кампанија.
Према процени из 2011. у насељу је живело 61 становника. Насеље се налази на надморској висини од 530 м.